# Walter Graf
Walter Andreas Graf, född 3 mars 1937 i Zürich, död 2 februari 2021 i Lausanne, var en schweizisk bobåkare. Graf blev olympisk bronsmedaljör i fyrmansbob vid vinterspelen 1968 i Grenoble.